# Moranila viridivertex
Moranila viridivertex är en stekelart som först beskrevs av Girault 1927.  Moranila viridivertex ingår i släktet Moranila och familjen puppglanssteklar. Inga underarter finns listade i Catalogue of Life.